# Landkreis Aichach-Friedberg
Landkreis Aichach-Friedberg er den østligste  landkreis i Regierungsbezirk Schwaben i  den tyske delstat Bayern. Nabokreise er mod nord Landkreis Neuburg-Schrobenhausen, mod øst landkreisene Dachau og Fürstenfeldbruck, mod syd Landkreis Landsberg am Lech, mod vest den kreisfrei by Augsburg og Landkreis Augsburg og i nordvest ligger Landkreis Donau-Ries.

## Geografi
Landkreisen ligger øst for Augsburg; grænsen mellem de to områder udgøres hovedsageligt af floden Lech. Vigtigste floder i området er Paar, som løber fra sydvest mod nordøst gennem området.
Landkreis Aichach-Friedberg er hovedsageligt præget af landbrugsområder,; de eneste større byer er og kommuner er Friedberg, Aichach og Dasing samt i den sydlige del Mering und Kissing. Mellem disse centrer ligger der kun meget små landsbyer.
Landkreisen kaldes også Wittelsbacher Land da det har været stamsæde for den gamle  bayeriske herskerslægt Wittelsbach. Man kan stadig i dag, i bydelen Oberwittelsbach i Aichach, se resterne  af stamborgen .

## Byer og kommuner
Kreisen havde 133596  indbyggere pr.  2018-12-31

| Byer 1. Aichach 21434 2. Friedberg 29810 Byere med marktret 1. Aindling (4458) 2. Inchenhofen (2619) 3. Kühbach (4318) 4. Mering (14547) 5. Pöttmes (6789) Forvaltningsfælleskaber 1. Aindling (Aindling og kommunerne Petersdorf og Todtenweis) 2. Dasing (kommunerne Adelzhausen, Dasing, Eurasburg, Obergriesbach og Sielenbach) 3. Kühbach (Kühbach og Schiltberg) 4. Mering (Mering og Schmiechen og Steindorf) 5. Pöttmes (Pöttmes og Baar) | Kommuner 1. Adelzhausen (1705) 2. Affing (5476) 3. Baar (Schwaben) (1181) 4. Dasing (5687) 5. Eurasburg (1718) 6. Hollenbach (2374) 7. Kissing (11508) 8. Merching (3218) 9. Obergriesbach (1964) 10. Petersdorf (1686) 11. Rehling (2572) 12. Ried (3108) 13. Schiltberg (1955) 14. Schmiechen (1362) 15. Sielenbach (1738) 16. Steindorf (966) 17. Todtenweis (1403) |

## Seværdigheder
- Kirker
  - Kloster Maria Birnbaum
  - Wallfahrtskirche Herrgottsruh (Friedberg)

- Slotte
  - Schloss Blumenthal (Aichach – Blumenthal)
  - Schloss Friedberg (Friedberg)
  - Schloss Obergriesbach (Obergriesbach)
  - Schloss Pichl (Markt Aindling)
  - Schloss Scherneck (Rehling)
  - Schloss Unterwittelsbach - Sisi-Schloss (Aichach – Unterwittelsbach)

## Rekreative områder, søer og floder
- Aindlinger Baggersee
- Auensee (ved Kissing)
- Derchinger Baggersee
- Friedberger Baggersee
- Mandichosee (Lechstaustufe 23 ved Merching)
- Mandlachsee (ved Pöttmes)
- Radersdorfer Baggersee
- Weitmannsee (ved Kissing)
- (Der Autobahnsee Augsburg, Kaisersee og Kuhsee ligger ved den vestlige landkreisgrenze.)